# Buna-Werke
Die Buna-Werke GmbH Schkopau waren ein Chemieunternehmen für die polymere Kunststoffproduktion. Der Werksname BUNA leitet sich aus dem Verfahren zur Herstellung von Synthesekautschuk, die Polymerisation von Butadien mit Natrium – auch Buna genannt – ab. Das Unternehmen ist heute Teil der Dow GmbH.

## Geschichte

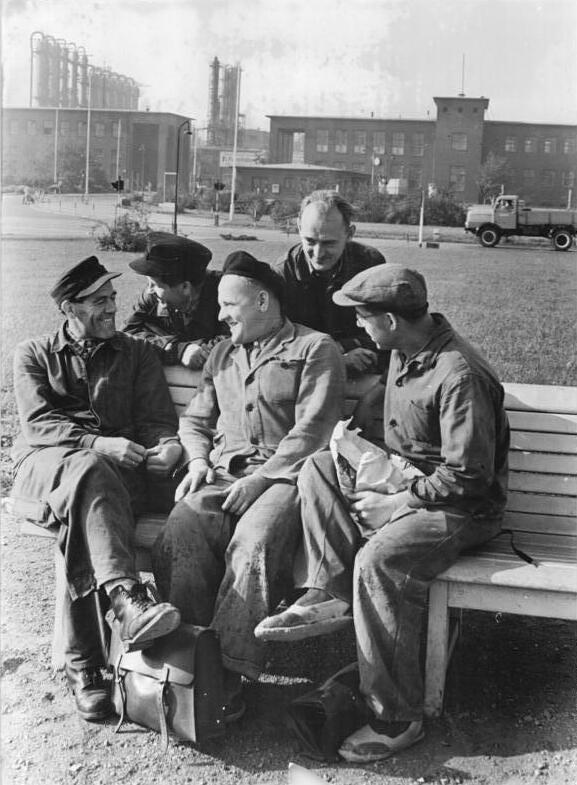
Arbeiter (1958) aus dem VEB Chemische Werke Buna

Werksausweis 1944/45

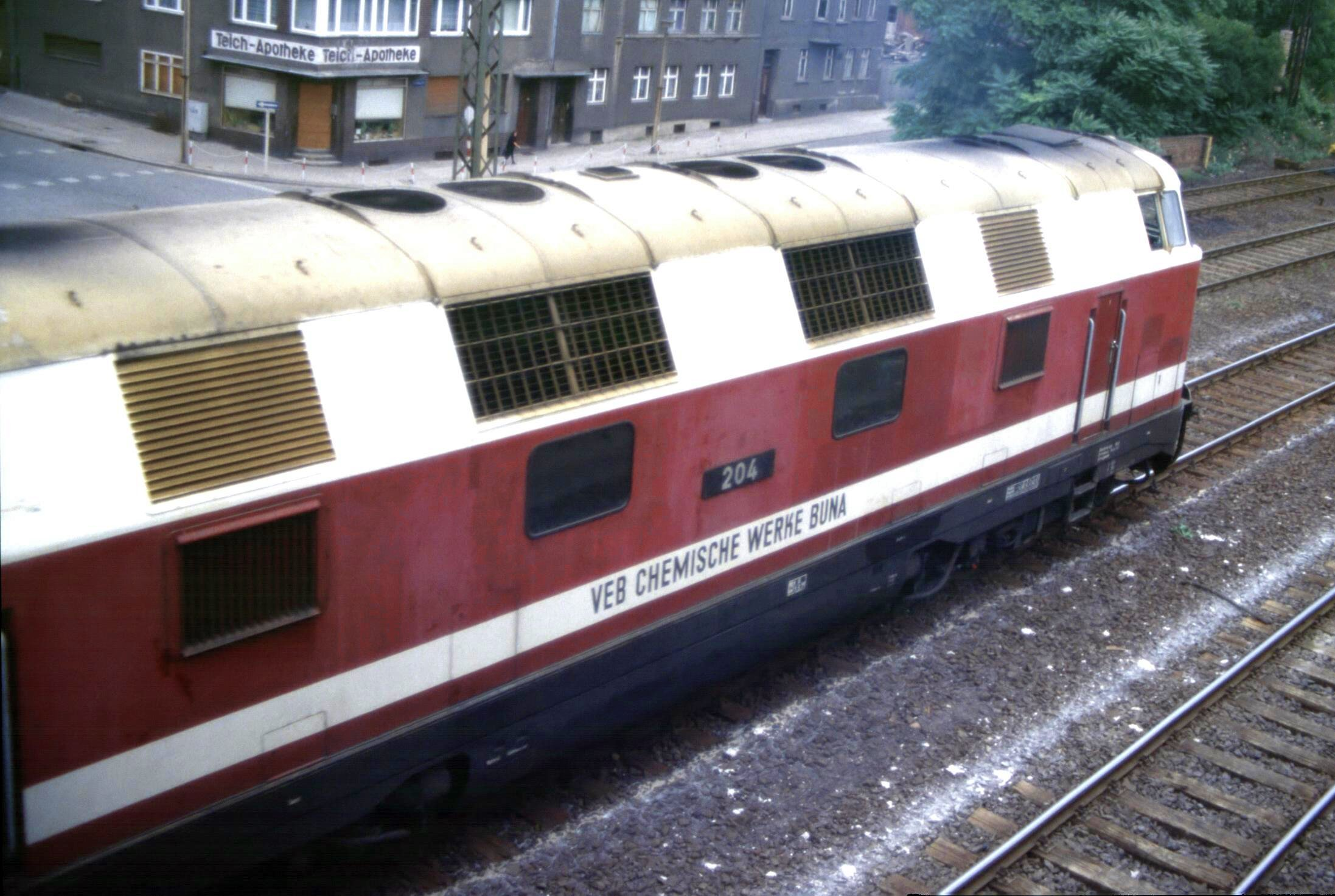
Buna-Werkslok der Baureihe V 180 in Merseburg, 1979

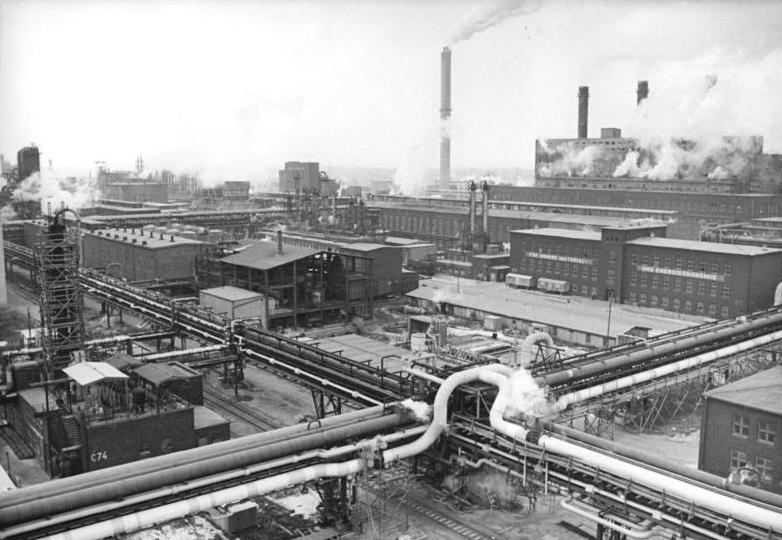
DDR-Chemiekombinat Buna (1980)

Um die Unabhängigkeit der Wirtschaft im nationalsozialistischen Deutschen Reich vom Import von Naturkautschuk zu erreichen, erfolgte im April 1936 unter dem Namen Buna-Werke GmbH Schkopau die Grundsteinlegung des weltweit ersten Synthesekautschukwerkes. Die Buna-Werke in Schkopau, zwischen Merseburg und Halle (Saale) gelegen, waren eine Tochtergesellschaft der zur I.G. Farben gehörenden Ammoniakwerk Merseburg GmbH (die späteren Leunawerke).
1937 begann in Schkopau die Herstellung von Synthesekautschuk. Im Werk wurden auch Polyvinylchlorid (PVC), Trichlorethen, Formaldehyd, Tetrahydrofuran, Essigsäure, Essigsäureanhydrid und Aceton produziert.
Während des Zweiten Weltkriegs unterhielten die Buna-Werke ein Zweigwerk im damals an Schlesien angegliederten Auschwitz, in dem zahlreiche Zwangsarbeiter und KZ-Häftlinge beschäftigt waren. Das KZ Auschwitz-Monowitz wurde von der I.G. Farben auf dem Gelände dieses Zweigwerkes errichtet. Auch der italienische Schriftsteller und Chemiker Primo Levi leistete dort Zwangsarbeit. Der Librettist und Schlagertexter Fritz Löhner-Beda, der im Oktober 1942 nach Auschwitz deportiert worden war und am 4. Dezember desselben Jahres im Werk Auschwitz-Monowitz erschlagen wurde, schrieb dort das Buna-Lied. Im Tatsachenroman Buna von Manfred Künne geht es auch um die Errichtung und die Produktion des Buna-Werks in Auschwitz.
Am 28. Juli 1944 wurde das Werk in Schkopau zum ersten Mal (am Rande) durch die amerikanische Luftwaffe bombardiert. Die zwei schwersten Angriffe erfolgten am 21. und am 25. November 1944, ein mittelschwerer am 6. Dezember und ein leichterer (gezielt auf das Wasserwerk) am 12. Dezember 1944. Es kam zum vorübergehenden Ausfall der Produktion. Eingestellt wurde diese jedoch erst am 12. April 1945.
Am 14. April 1945 wurde das Buna-Werk Schkopau von der US-Armee besetzt, die Anfang Juli durch die Rote Armee abgelöst wurde.
Wilhelm Biedenkopf, der Vater des späteren Politikers Kurt Biedenkopf, war zeitweise technischer Direktor der Buna-Werke.
Die ursprünglichen Aktionäre der Buna-Werke wurden entschädigungslos enteignet. Die Gesellschaft wurde auf Anordnung der sowjetischen Besatzungsbehörden in eine Sowjetische Aktiengesellschaft (SAG) umgewandelt. 1953 wurde ein repräsentatives Kulturhaus eröffnet.
1954 wurden die zur SAG Kautschuk gehörenden Chemischen Werke Buna in einen Volkseigenen Betrieb (VEB) der DDR überführt und zum Kombinat VEB Chemische Werke Buna. Die Buna-Werke führten den Werbeslogan „Plaste und Elaste aus Schkopau“,
wobei Plaste für thermoplastische und Elaste für elastische Kunststoffe (synthetischer Kautschuk) steht.
Als Kombinat/VEB entwickelte sich das Werk 1958 zum größten Karbid-Produzenten der Welt. Durch die technisch veralteten Produktionsanlagen kam es zu extremer Umweltverschmutzung.

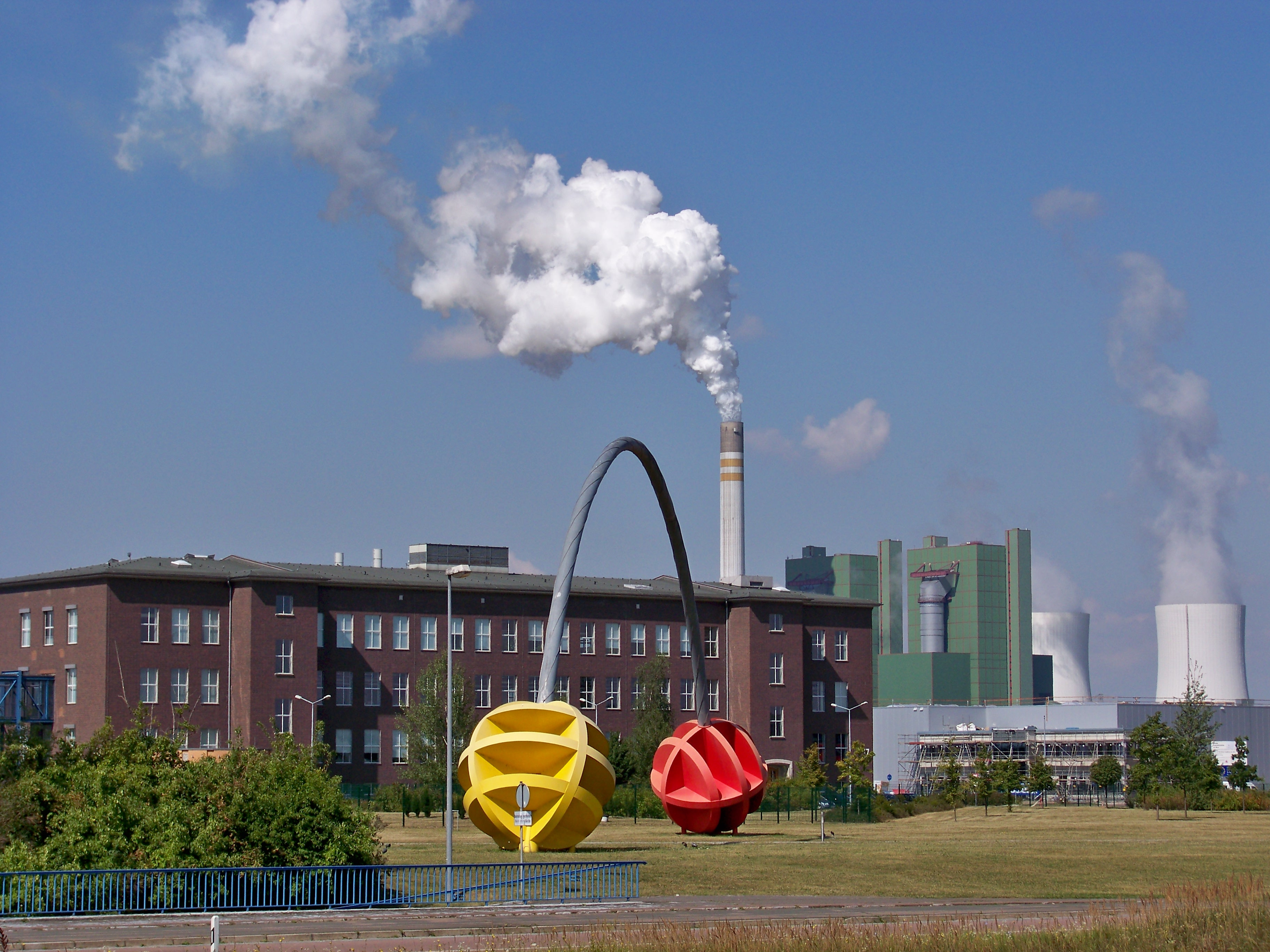
DOW-Bogen am Werk Schkopau

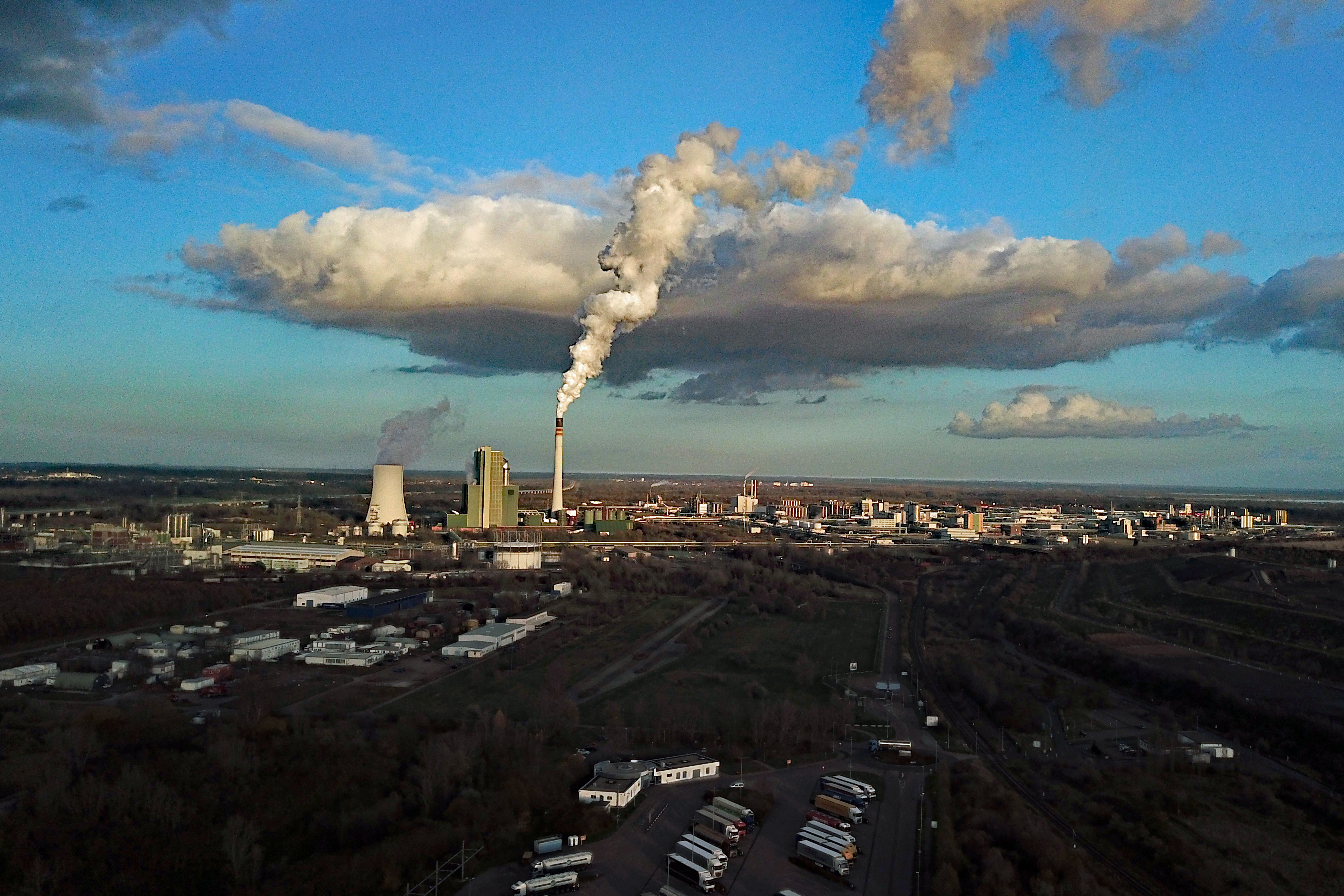
DOW Olefinverbund Schkopau

Mit 18.000 Beschäftigten war das Buna-Werk eines der fünf größten Industriekombinate der DDR. Um den Wohnraumbedarf für die Arbeiter und Angestellten der Chemischen Werke Buna und der Leuna-Werke zu decken, wurden in Halle, Merseburg und Umgebung Plattenbau-Siedlungen wie Halle-Neustadt und Halle-Silberhöhe errichtet. Sie wurden mit eigenen S-Bahn-Linien an die Werke angeschlossen.
Von 1976 bis 1980 wurde mit Hilfe der Hoechst AG und der Firma Uhde eine moderne Anlage zur Herstellung von Polyvinylchlorid errichtet.
Nach der Wende 1989 wurden die Buna-Werke zunächst von der Treuhandanstalt verwaltet. 1995 übernahm der amerikanische Konzern Dow Chemical große Teile der Produktionsanlagen, aber nur eine geringe Zahl an Beschäftigten. Ein Großteil der veralteten Produktionsanlagen wurde abgerissen und der Boden saniert. 1997 rechnete die Rechtsnachfolgerin der Treuhandanstalt, die Bundesanstalt für vereinigungsbedingte Sonderaufgaben (BvS), mit Ausgaben von 809 Millionen Mark an den US-Konzern Dow Chemical für die Sanierungskosten an den Buna Dow Leuna Olefinverbund GmbH.
Das Werk Schkopau ist seit 2004 ein Teil der Dow Olefinverbund GmbH und produziert nach modernen technischen Verfahren auf Erdölbasis.

## Firmensymbol

Logo des VEB Chemische Werke Buna

Das Firmensymbol des VEB Chemische Werke Buna war der sogenannte „Buna-Kolben“, eigentlich eine Retorte, der die Form des chemischen Gefäßes mit der Buchstabenfolge BUNA kombinierte. Der „Buna-Kolben“ fand sich auch im Gemeindewappen von Schkopau.

## Überlieferung
Die schriftliche Überlieferung der Buna-Werke von 1920 bis 1990 wird heute zusammen mit einer umfangreichen Fotosammlung im Landesarchiv Sachsen-Anhalt in der Abteilung Merseburg verwahrt. Die Bestände tragen die Bestandsbezeichnungen I 528 und I 529.